# علف بره غول‌پیکر
علف بره غول‌پیکر (نام علمی: Festuca gigantea) نام یک گونه از سرده علف بره است.